# Record dei campionati asiatici di nuoto
La seguente è una lista dei tempi più veloci mai nuotati nelle varie edizioni dei Campionati asiatici di nuoto, manifestazione organizzata dalla AASF. Le competizioni si svolgono sempre in vasca lunga (50 m).
(Dati aggiornati all'edizione di Tokyo 2016)

## Vasca lunga (50m)

### Uomini
| Gara                     | Tempo    | +     | Atleta                                                                                           | Nazionalità   | Data             | Edizione | Luogo                      | Ref    |
| ------------------------ | -------- | ----- | ------------------------------------------------------------------------------------------------ | ------------- | ---------------- | -------- | -------------------------- | ------ |
| Stile libero             |          |       |                                                                                                  |               |                  |          |                            |        |
| 50 m                     | 22"03    |       | Katsumi Nakamura Yu Hexin                                                                        | Giappone Cina | 20 novembre 2016 | X        | Tokyo, Giappone            | [ 1 ]  |
| 100 m                    | 48"57    |       | Park Tae-hwan                                                                                    | Corea del Sud | 19 novembre 2016 | X        | Tokyo, Giappone            | [ 2 ]  |
| 200 m                    | 1'45"16  |       | Park Tae-hwan                                                                                    | Corea del Sud | 17 novembre 2016 | X        | Tokyo, Giappone            | [ 3 ]  |
| 400 m                    | 3'42"49  |       | Sun Yang                                                                                         | Cina          | 16 novembre 2012 | IX       | Dubai, Emirati Arabi Uniti | [ 4 ]  |
| 800 m                    | 7'53"25  | [ 5 ] | Sun Yang                                                                                         | Cina          | 17 novembre 2012 | IX       | Dubai, Emirati Arabi Uniti |        |
| 1500 m                   | 14'44"10 |       | Sun Yang                                                                                         | Cina          | 17 novembre 2012 | IX       | Dubai, Emirati Arabi Uniti | [ 6 ]  |
| Dorso                    |          |       |                                                                                                  |               |                  |          |                            |        |
| 50 m                     | 24"65    |       | Xu Jiayu                                                                                         | Cina          | 19 novembre 2016 | X        | Tokyo, Giappone            | [ 7 ]  |
| 100 m                    | 52"75    | s     | Xu Jiayu                                                                                         | Cina          | 17 novembre 2016 | X        | Tokyo, Giappone            | [ 8 ]  |
| 200 m                    | 1'55"19  |       | Xu Jiayu                                                                                         | Cina          | 18 novembre 2016 | X        | Tokyo, Giappone            | [ 9 ]  |
| Rana                     |          |       |                                                                                                  |               |                  |          |                            |        |
| 50 m                     | 27"62    |       | Yasuhiro Koseki                                                                                  | Giappone      | 17 novembre 2016 | X        | Tokyo, Giappone            | [ 10 ] |
| 100 m                    | 59"99    |       | Ippei Watanabe                                                                                   | Giappone      | 18 novembre 2016 | X        | Tokyo, Giappone            | [ 11 ] |
| 200 m                    | 2'08"19  |       | Ippei Watanabe                                                                                   | Giappone      | 19 novembre 2016 | X        | Tokyo, Giappone            | [ 12 ] |
| Farfalla                 |          |       |                                                                                                  |               |                  |          |                            |        |
| 50 m                     | 23"66    |       | Masayuki Kishida                                                                                 | Giappone      | 18 novembre 2016 | X        | Tokyo, Giappone            | [ 13 ] |
| 100 m                    | 52"00    |       | Li Zhuhao                                                                                        | Cina          | 17 novembre 2016 | X        | Tokyo, Giappone            | [ 14 ] |
| 200 m                    | 1'54"53  |       | Masato Sakai                                                                                     | Giappone      | 19 novembre 2016 | X        | Tokyo, Giappone            | [ 15 ] |
| Misti                    |          |       |                                                                                                  |               |                  |          |                            |        |
| 200 m                    | 1'56"66  |       | Wang Shun                                                                                        | Cina          | 20 novembre 2016 | X        | Tokyo, Giappone            | [ 16 ] |
| 400 m                    | 4'10"17  |       | Daiya Seto                                                                                       | Giappone      | 17 novembre 2016 | X        | Tokyo, Giappone            | [ 17 ] |
| Staffette a stile libero |          |       |                                                                                                  |               |                  |          |                            |        |
| 4×100 m                  | 3'16"37  |       | Lin Yongqing (49"23) He Jianbin (49"38) Liu Zhaochen (49"15) Yu Hexin (48"61)                    | Cina          | 20 novembre 2016 | X        | Tokyo, Giappone            | [ 18 ] |
| 4×200 m                  | 7'13"14  |       | Katsuhiro Matsumoto (1'47"67) Tsubasa Amai (1'48"52) Daiya Seto (1'47"65) Fuyu Yoshida (1'49"30) | Giappone      | 18 novembre 2016 | X        | Tokyo, Giappone            | [ 19 ] |
| Staffetta mista          |          |       |                                                                                                  |               |                  |          |                            |        |
| 4x100 m                  | 3'33"43  |       | Xu Jiayu (52"75) Li Xiang (59"93) Li Zhuhao (52"09) Yu Hexin (48"66)                             | Cina          | 17 novembre 2016 | X        | Tokyo, Giappone            | [ 8 ]  |

Legenda:  - Record del mondo;  - Record asiatico

Record non ottenuti in finale: (b) - batteria; (sf) - semifinale; (s) - staffetta prima frazione.

### Donne
| Gara                     | Tempo    | + | Atleta                                                                                    | Nazionalità | Data             | Edizione | Luogo                      | Ref    |
| ------------------------ | -------- | - | ----------------------------------------------------------------------------------------- | ----------- | ---------------- | -------- | -------------------------- | ------ |
| Stile libero             |          |   |                                                                                           |             |                  |          |                            |        |
| 50 m                     | 24"90    |   | Rikako Ikee                                                                               | Giappone    | 18 novembre 2016 | X        | Tokyo, Giappone            | [ 20 ] |
| 100 m                    | 53"44    |   | Zhu Menghui                                                                               | Cina        | 17 novembre 2016 | X        | Tokyo, Giappone            | [ 21 ] |
| 200 m                    | 1'56"71  |   | Shen Duo                                                                                  | Cina        | 18 novembre 2016 | X        | Tokyo, Giappone            | [ 22 ] |
| 400 m                    | 4'05"75  |   | Xu Danlu                                                                                  | Cina        | 17 novembre 2012 | IX       | Dubai, Emirati Arabi Uniti | [ 6 ]  |
| 800 m                    | 8'22"24  |   | Xu Danlu                                                                                  | Cina        | 18 novembre 2012 | IX       | Dubai, Emirati Arabi Uniti | [ 23 ] |
| 1500 m                   | 16'36"46 |   | Yu Rui                                                                                    | Cina        | 6 marzo 2006     | VII      | Singapore                  |        |
| Dorso                    |          |   |                                                                                           |             |                  |          |                            |        |
| 50 m                     | 27"38    |   | Gao Chang                                                                                 | Cina        | 25 novembre 2009 | VIII     | Foshan, Cina               |        |
| 100 m                    | 59"70    |   | Fu Yuanhui                                                                                | Cina        | 18 novembre 2016 | X        | Tokyo, Giappone            | [ 24 ] |
| 200 m                    | 2'08"98  |   | Chen Jie                                                                                  | Cina        | 20 novembre 2016 | X        | Tokyo, Giappone            | [ 25 ] |
| Rana                     |          |   |                                                                                           |             |                  |          |                            |        |
| 50 m                     | 31"28    |   | Satomi Suzuki                                                                             | Giappone    | 20 novembre 2016 | X        | Tokyo, Giappone            | [ 26 ] |
| 100 m                    | 1'07"77  |   | Chen Huijia                                                                               | Cina        | 27 novembre 2009 | VIII     | Foshan, Cina               |        |
| 200 m                    | 2'22"74  |   | Reona Aoki                                                                                | Giappone    | 18 novembre 2016 | X        | Tokyo, Giappone            | [ 27 ] |
| Farfalla                 |          |   |                                                                                           |             |                  |          |                            |        |
| 50 m                     | 25"74    |   | Rikako Ikee                                                                               | Giappone    | 18 novembre 2016 | X        | Tokyo, Giappone            | [ 28 ] |
| 100 m                    | 57"12    |   | Jiao Liuyang                                                                              | Cina        | 27 novembre 2009 | VIII     | Foshan, Cina               |        |
| 200 m                    | 2'06"23  |   | Liu Zige                                                                                  | Cina        | 25 novembre 2009 | VIII     | Foshan, Cina               |        |
| Misti                    |          |   |                                                                                           |             |                  |          |                            |        |
| 200 m misti              | 2'11"46  |   | Yui Ōhashi                                                                                | Giappone    | 20 novembre 2016 | X        | Tokyo, Giappone            | [ 29 ] |
| 400 m misti              | 4'37"71  |   | Nguyễn Thị Ánh Viên                                                                       | Vietnam     | 17 novembre 2016 | X        | Tokyo, Giappone            | [ 30 ] |
| Staffette a stile libero |          |   |                                                                                           |             |                  |          |                            |        |
| 4x100 m                  | 3'37"10  |   | Sun Meichen (54"90) Tang Yi (54"78) Shen Duo (54"16) Zhu Menghui (53"26)                  | Cina        | 19 novembre 2016 | X        | Tokyo, Giappone            | [ 31 ] |
| 4×200 m                  | 7'54"98  |   | Shen Duo (1'59"37) Zhang Yuhan (1'58"34) Ai Yanhan (1'58"12) Wang Shijia (1'59"15)        | Cina        | 17 novembre 2016 | X        | Tokyo, Giappone            | [ 32 ] |
| Staffetta mista          |          |   |                                                                                           |             |                  |          |                            |        |
| 4x100 m                  | 3'57"97  |   | Emi Moronuki (1'00"98) Misaki Sekiguchi (1'06"42) Rikako Ikee (56"18) Tomomi Aoki (54"39) | Giappone    | 20 novembre 2016 | X        | Tokyo, Giappone            | [ 33 ] |

Legenda:  - Record del mondo;  - Record asiatico

Record non ottenuti in finale: (b) - batteria; (sf) - semifinale; (s) - staffetta prima frazione.